# الدوري المكسيكي الممتاز 1995-96
الدوري المكسيكي الممتاز 1995-96 (بالإسبانية: Primera División de México 1995-96)‏ هو موسم من الدوري المكسيكي الممتاز. كان عدد الأندية المشاركة فيه 18، وفاز فيه نادي نيكاكسا.